# 가디언즈 오브 갤럭시 (영화)
《가디언즈 오브 갤럭시》(영어: Guardians of the Galaxy 가디언스 오브 더 갤럭시[*])는 2014년 공개된 마블 코믹스의 동명 슈퍼히어로 팀을 소재로 한 미국의 슈퍼히어로 영화이다. 마블 스튜디오가 제작하고 월트 디즈니 스튜디오 모션 픽처스가 배급했다. 마블 시네마틱 유니버스에 속하는 시리즈로, 10번째 작품에 해당한다. 감독과 각본은 제임스 건이 맡았으며, 니콜 펄먼 또한 건과 같이 각본을 맡았다. 크리스 프랫, 조 샐다나, 데이브 바티스타, 빈 디젤, 브래들리 쿠퍼, 마이클 루커, 캐런 길런, 자이먼 혼수, 존 C. 라일리, 글렌 클로스와 베니치오 델 토로가 출연한다.
니콜 펄먼은 2009년부터 각본을 쓰기 시작하였으며, 2010년에는 프로듀서 케빈 파이기가 "가디언스 오브 더 갤럭시"의 영화화의 가능성이 있다고 처음 말했다. 2012년 7월 마블 스튜디오는 샌디에이고 코믹콘 인터내셔널에서 본격적으로 영화 개발을 하는 중이라고 발표했다. 같은 해 9월에는 제임스 건이 감독 겸 작가로 정해졌다. 2013년 2월에 크리스 프랫이 피터 퀼/스타로드 역으로 결정되었고, 다음 달부터 다른 역할도 속속 결정되었다. 촬영은 2013년 7월에 런던 셰퍼턴 스튜디오에서 시작하여 같은 해 10월에 완료했다. 후반 작업은 2014년 7월 7일에 완료했다.
2014년 7월 21일에 할리우드에서 처음으로 상영되었다. 미국에서는 8월 1일 3D와 IMAX 3D 포맷도 같이 극장에서 개봉되었다. 영화는 상업적인 성공을 거뒀는데, 세계적으로 7억 7,420만 달러의 수익을 거둬 2014년 개봉한 슈퍼히어로 영화 중 가장 높은 수익을 올린 영화가 되었다. 또, 2014년 미국에서 개봉한 영화 중 두 번째로 높은 수익을 거뒀다. 상업적인 면 외에도 영화의 유머러스함, 사운드트랙, 시각 효과, 감독의 지휘력, 배우들의 연기력 등 비평가로부터 좋은 평을 받았다. 2017년 4월에는 속편 "가디언즈 오브 갤럭시 VOL. 2"가 공개되었다.

## 줄거리
1988년 어머니가 죽은 지 얼마 안된 어린 피터 퀼은 욘두 우돈타가 이끄는 우주 해적 라바저로부터 지구에서 납치된다. 26년이 흐르고, 퀼은 버려진 행성 모라그에서 오브라는 물건을 훔치려고 하는데 오브를 노리는 크리족 로넌의 부하인 코라스와 만나게 된다. 퀼은 오브를 가지고 도망가게 되며, 욘두는 퀼을 잡으려고 현상금을 건다. 다른 한편으로는 로넌이 오브를 빼앗기 위해 자객 가모라를 보낸다.
퀼은 노바 제국의 수도인 행성 잔다르에서 오브를 파는 것에 실패하고, 가모라는 퀼을 습격한다. 퀼과 가모라의 싸움에 유전자가 개조된 현상금 사냥꾼 너구리 로켓과 친구인 나무 휴머노이드의 그루트도 싸움에 참여하게 된다. 이 4명은 경찰 노바 군단에게 체포되어 킬른 감옥에 투옥된다. 감옥에 수감되어 있었던 로넌에게 가족을 살해당한 드랙스와 다른 수감자들은 가모라를 죽이려 한다. 퀼은 가모라를 구하고, 가모라가 로넌을 증오하고 배신할 것이라는 것과 행성을 파괴할 수 있는 오브의 힘을 사용하고 싶지 않다는 이야기를 듣는다. 가모라에게 오브를 산다는 이가 있다는 것을 알게 되면서 퀼은 가모라, 로켓, 그루트, 드랙스는 협력하여 감옥에서 탈옥한다.
우주의 어딘가에서 로넌은 가모라의 양부인 타이탄족 타노스를 만나 가모라의 배신과 오브에 대해 논의한다. 퀼, 가모라, 로켓, 그루트, 드랙스는 퀼의 우주선 밀라노를 이용하여 킬른을 탈출하여 노웨어에 도착한다. 노웨어에서 취한 드랙스가 로넌에게 결투를 신청하여 부르는 동안, 다른 4명은 수집가 타넬리어 티번과 만난다. 티번은 오브를 개봉하고 오브는 강자를 제외한 모든 것을 파괴하는 힘을 가진 인피니티 스톤임을 밝힌다. 하지만 바로 티번에게 시달리고 있던 하인 카리나가 스톤을 만져 대폭발을 일으킨다.
로넌은 노웨어에 도착하고, 드랙스와 싸우게 된다. 나머지 4명은 도망을 치게 되고, 로넌의 부하이자 가모라의 동생인 네뷸라가 추적을 한다. 네뷸러가 가모라의 우주선을 파괴하면서 가모라는 맨몸으로 우주 공간에 내던지게 된다. 이 과정에서 로넌은 인피니티 스톤을 가져가게 되며, 퀼은 자신을 쫓아 온 욘두와 통신한 후 우주 공간에 나와 자신의 헬멧을 분리하여 가모라에 장착하여 살아남게 하고, 두 사람은 욘두의 우주선에 타게 된다. 라바저는 퀼을 죽이려고 하지만, 퀼이 인피니티 스톤을 되찾기 위해 욘두을 설득한다. 로켓, 그루트, 드랙스는 퀼과 가모라를 구출하기 위해 욘두의 우주선을 파괴하겠다고 협박하지만 퀼에게 저지된다. 다시 모인 퀼, 가모라, 로켓, 그루트, 드랙스는 로넌과 싸우면 반드시 죽을 것이라고 생각하지만 동시에 그들은 은하에서 큰 위협이 될 수 있는 스톤의 힘을 이용하여 은하계를 파괴하는 그를 막을 필요가 있다고 생각한다. 로넌의 기함 다크 아스터 호에서는 로넌이 스톤의 힘을 직접 사용하기로 결정하고, 자신의 워해머에 스톤을 넣는다. 로난은 타노스에게 연락하고 잔다르를 멸망시킨 후, 그를 죽이겠다고 선언한다.
잔다르 상공에서 다크 아스터 호와 라바저, 노바 군단, 퀼과 그 일원들의 교전이 이루어지고, 퀼과 일원들은 함내로 침입한다. 로넌이 워해머로 노바 함대를 파괴하는 동안 코라스는 드랙스에게 죽는다. 네뷸러는 가모라와 대결하지만 패배하여 비행기를 빼앗아 도망간다. 퀼과 일원들은 로넌의 방에 도착하고 싸우지만 압도적인 힘에 밀리지만, 로켓이 조종하는 밀라노 호가 로넌에게 돌격해 일단은 싸움이 끝나게 된다. 파괴된 다크 아스터 호는 잔다르에 추락한다. 퀼과 일원들은 그루트가 목숨을 걸고 보호벽이 되어 생존한다. 파괴된 다크 아스터 호에서 살았던 로넌이 나타나서 잔다르를 파괴하려고 하지만 퀼은 춤을 춰 시선을 끌고, 그 틈에 드랙스와 로켓에게 워해머는 파괴된다. 퀼은 해머에서 나온 스톤을 움켜 잡고 스톤의 힘을 가모라, 드랙스, 로켓과 공유한뒤, 스톤의 에너지를 로넌에게 향하게 하여 죽인다.
그 후, 약속에 따라 퀼은 욘두에게 스톤을 주지만 바꿔친 스톤이었으며 진짜는 노바 군단이 보관하게 된다. 라바저가 잔다르를 떠나면서, 욘두는 퀼를 아버지에게 건네주지 않았던 것은 다행이라며 중얼거린다. 가디언즈 오브 갤럭시라고 불리게 된 퀼과 일원들은 전과 기록이 지워지고, 퀼은 자신이 인간 순혈이 아니며 아버지가 고대 미지의 종족임을 알게 된다. 퀼은 마지막으로 죽기 전에 어머니로부터 받은 편지를 읽고 선물 상자를 열어 들어있던 좋아하는 노래가 담긴 카세트 테이프를 재생한다. 가디언즈 오브 갤럭시는 재건된 밀라노 호를 타고 작게 부활한 그루트와 함께 잔다르를 떠난다.
엔딩 크레딧 후 장면에서는 파괴된 티번의 수집물들, 우주 개, 말하는 오리, 주저 앉아 있는 티번이 함께 나온다.

## 캐스팅

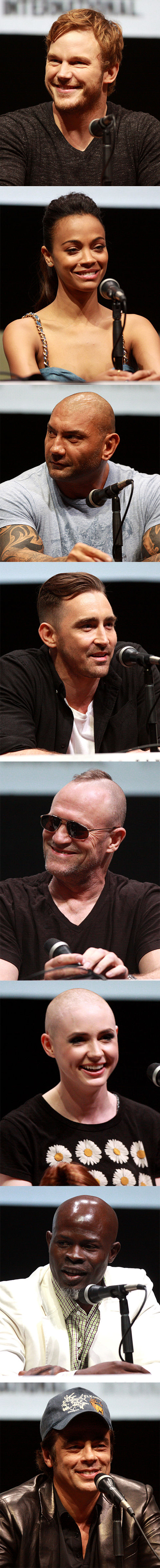
2013년 샌디에이고 코믹콘 인터내셔널 행사에서의 출연진 (위에서부터 아래로 프랫, 샐다나, 바티스타, 페이스, 루커, 길런, 혼수, 델 토로)

- 크리스 프랫 - 피터 퀼 / 스타로드 역

1988년 어린 나이에 미주리주에서 납치 된 후 라바저라는 절도 · 밀수단으로부터 성장한 인간과 외계인 혼혈로, 가디언즈 오브 갤럭시의 리더이다. 캐릭터에 대해 프랫은 "그는 어린 시절에 고생했으며, 현재는 우주를 돌아다니며 외계인 여자와 재미나 보는 얼간이이다. 하지만, 사람들과 협력하여 자신을 위해 높은 목표를 찾는다."고 설명했다. 또한 한 솔로와 마티 맥플라이를 혼합한 캐릭터임을 덧붙였다. 프랫은 텔레비전 시리즈 "팍스 앤 레크리에이션"에서 뚱뚱한 캐릭터인 앤디 드와이어를 연기하고 있었기 때문에, 프랫은 처음에 이 역을 거절했다. 프랫은 "머니볼"이나 "제로 다크 서티"의 캐릭터를 연기하기 위해 체중 감량을 했고, "스타 트렉: 더 비기닝"과 "아바타" 오디션에 실패한 후 액션 영화에 출연하는 것을 포기했다. 캐스팅 디렉터의 세라 핀은 프랫에게 제안했지만 그는 이 아이디어를 거부했다. 하지만, 핀은 건 감독과 같이 프랫을 만났고, 프랫이 적역이라고 확신했다. 프랫은 "딜리버리 맨"을 위해 다시 살쪄있었지만, 프로듀서 파이기도 납득시켰다. 프랫은 마블과 여러 영화와 계약을 체결하였다. 또, 영화 참여를 위한 "팍스 앤 레크리에이션" 참여를 일시 정지할 수 있는 권한을 얻었다. 촬영 전에 프랫은 6개월간 60파운드 (27kg) 체중 감량을 위해 식이 요법과 운동 요법을 받았다. 어린 퀼은 와이엇 올레프가 연기하였다.
- 조 샐다나 - 가모라 역

타노스로부터 훈련된 암살자이다. 샐다나는 가모라를 CGI와 퍼포먼스 캡처가 아닌 메이크업으로 했다고 하였다. 샐다나는 역할에 대해 "나는 제임스 건으로부터 녹색 인물을 연기하라고 해서 놀랐다. 이전에는 (아바타에서) 파란색을 연기했었다."라고 말했다. 또한 샐다나는 가모라에 대해 "전사이자 자객으로서는 아주 강하지만, 그녀를 구하는 것은 그녀의 운명이 정해지는 것이나 마찬가지다. 정의감이 있고, 독선적인 인물이다."고 설명했다.
- 데이브 바티스타 - 드랙스 역

가족을 죽인 로넌에게 복수를 꾀하는 전사이다. 바티스타는 "다행히도 나는 평생 선수였기 때문에 빨리 적응할 수 있었다. 이 때문에 역을 위해 특별한 준비를 하지 않았다."고 하였다. 바티스타의 메이크업은 4시간이 걸렸으며, 지울 때는 90분이 걸렸다. 드랙스의 피부색은 헐크와 시각적으로 유사한 것을 피하기 위해 원작의 밝은 녹색이 아닌 어두운 회색으로 변경되었다.
- 빈 디젤 - 그루트 역

로켓의 친구인 나무 휴머노이드이다. 디젤은 처음 마블 시네마틱 유니버스 페이즈 3의 영화에 출연 제의를 받았지만, 후에 그루트의 목소리와 모션 캡처를 맡게되었다. 디젤은 또한 여러 외국어 판에도 그루트의 목소리를 제공했다. 촬영 현장에서는 크리스천 고들루스키가 이 캐릭터를 연기했지만, 결국 만들어진 CGI에 그의 연기는 반영되지 않았다. 캐릭터에 대해 건 감독은, "그루트를 제외한 모든 가디언은 영화에서 거친 캐릭터로 등장한다. 그루트는 결백하다. 그는 로켓의 인생에 휘말린 것 뿐이다."고 설명했다. 감독은 또한 그루트의 디자인과 움직임을 만들기 위해 1년의 대부분을 보냈다고 덧붙였다. 또한 "그루트의 대사는 '나는 그루트다.'(I am Groot)뿐이지만, 빈 디젤만을 위한 특별한 각본을 준비했다. 또, 대사 옆에 그 장면에서의 '나는 그루트다'가 무엇을 의미하는지 써있는 각본을 마련했다. 그리고 그것을 보면서 함께 작업했지만, 내가 예상했던 것 이상으로 다양한 감정을 단 세 마디에서 그는 멋지게 표현했다고 생각한다."고 말했다.
- 브래들리 쿠퍼 - 로켓 역

무기를 잘 다루고 전술을 잘 짜는 현상금 사냥꾼 겸 용병인 유전자 개조된 너구리이다. 건은 캐릭터의 느낌을 얻기 위해 진짜 너구리를 만지고 그 너구리가 "만화 캐릭터가 아니다."고 확신했다. 로켓 역을 맡은 쿠퍼는 "나는 로켓은 동적이라고 생각한다. 그는 좋은 친구들의 조 페시 같다."라고 설명했다. 로켓의 목소리는 쿠퍼가 맡았지만, 촬영 현장에서는 제임스 건 감독의 동생인 숀 건이 캐릭터의 대역을 맡았다. 제임스 건은 로켓을 만들기 위해 쿠퍼의 표정과 손의 움직임을 기록했다고 말했지만, 영화에서는 숀의 연기도 사용되고 있다. 건 감독은 "로켓의 목소리를 맡을 사람을 찾기 힘들었다. 로켓은 빨리 말하고 재밌어야 하는데, 쿠퍼는 실제로 재밌다."고 하였다.
- 리 페이스 - 로넌 역

광신자 크리족 인물로, 잔다르에 대한 복수를 하기 위해 타노스를 위해 일한다. 그가 이끄는 사카란 군과 함께 목적을 방해하는 가디언과 적대한다. 건 감독은 로넌에 대해 "그는 주요 적으로, 뒤틀린 인물이다. 그는 잘못된 신념을 가지고 있으며, 도덕이 무엇인가에 대해 잘못된 관점을 가지고 있다. 정말로 무섭다."라고 하였다. 원래 피터 퀼 역 오디션을 보았던 페이스는 로넌을 '사이코'이자 '괴물'이라고 설명했다.
- 마이클 루커 - 욘두 우돈타 역

퀼을 우주로 납치해서 키운 라바저의 지도자로, 파란색 피부를 가지고 있다. 루커는 "워킹 데드"에 출연을 다 하고나서야 역할에 완전히 전념하였다. 캐릭터의 메이크업은 4시간이 걸렸다.
- 캐런 길런 - 네뷸러 역

가모라과 자매와 다름없는 타노스의 양녀로, 로넌과 타노스의 충실한 부하이다. 길런은 캐릭터에 대해 "영화의 주요 악당 ... 그녀는 매우 가학적이며 사악하다. 하지만, 난 매우 타당한 이유가 있다고 생각한다."고 말했다. 또 덧붙여서, "난 이 캐릭터가 매우 흥미롭다. 그녀는 가모라의 자매이며, 많은 자매끼리의 라이벌이 있다. 이 점이 내게 가장 흥미있는 점이다. 질투는 지치고 쓰라리고 추하게 된다. 결국 그녀는 가학적으로 되었고, 이 점이 흥미롭다."고 하였다. 길런은 고대 스파르타를 공부하고 머리를 밀었으며, 역할 연구를 위해 2개월 동안 훈련했다. 캐릭터의 메이크업은 4시간 반이 걸렸다.
- 자이먼 혼수 - 코라스 역

크리족 인물로, 로넌의 동료 사냥꾼이다. 혼수는 "스파이더맨, 아이언맨, 배트맨과 같은 슈퍼히어로를 좋아하는 4살짜리 아들이 있다. 아들은 모든 의상을 가지고 있다. 어느날 아들이 날 보고 '아빠, 난 스파이더맨의 밝은 피부를 가지고 싶어요. 스파이더맨은 밝은 피부를 가지고 있잖아요.'라고 했다. 다소 충격이였다. 그래서 마블 유니버스에 참여하게 된 것에 대해 기쁘다. 이 역할에 대해 여러가지를 제공할 수 있을 것이다."라고 하였다.
- 존 C. 라일리 - 로만 데이 역

노바 제국 노바 군단의 경찰이다.
- 글렌 클로스 - 노바 프라임 이라니 라엘 역

노바 제국의 평화 유지 부대인 노바 군단의 리더이다. 클로스는 "항상 (가디언즈 오브 갤럭시와 같은) 영화에 나오고 싶었다. 주디 덴치 (의 M)와 새뮤얼 L. 잭슨 (의 닉 퓨리) 같은 역을 연기하는 것은 즐겁다."고 말했다. 클로스는 여러 영화와 계약했으며, 이 영화의 속편을 포함하여 마블 스튜디오 영화에 언제든 나올 의향이 있다고 말했다.
- 베니치오 델 토로 - 타넬리어 티반 / 컬렉터

강박 관념에 사로잡혀 은하에서 동물과 유물을 노웨어에서 수집하는 인물이다.
조시 브롤린은 타노스의 목소리와 모션 캡처를 맡았다. 숀 건은 촬영 중에 타노스의 대역을 맡은 것 외에도 라바저의 일원 크래글린을 맡았다. 알렉시스 데니소프는 "어벤져스"에도 나왔던 타노스의 측근인 디 아더(The Other)를 연기했다. 오필리아 로비본드는 컬렉터의 하인 카리나를, 피터 세러피너위치는 노바 군단 병사 데나리안 가산 살을, 그레그 헨리는 퀼의 할아버지를, 로라 해덕은 퀼의 어머니 메러디스를, 멜리아 크레일링은 베리트를, 크리스토퍼 페어뱅크는 브로커를, 미카엘라 후버는 노바 프라임의 어시스턴트를, 마라마 콜렛은 부트를, 에밋 J. 스캔런은 노바의 경비원을, 알렉시스 로드니는 몰로카 다를, 스펜서 와일딩은 퀼의 워크맨을 뺏는 간수를, 강아지 프레드는 코스모를, 스티븐 블랙하트는 노웨어의 관리원을 연기했다. 나오미 라이언도 단역으로 출연했지만, 최종 버전에서는 삭제되었다. 카메오로는 제임스 건은 사카란인 역, 스탠 리는 잔다르인 역, 로이드 코프먼은 죄수 역, 네이선 필리언은 수감자의 목소리, 롭 좀비는 라바저의 네비게이터 목소리, 타일러 베이츠는 라바저 파일럿, 세스 그린은 하워드 더 덕의 목소리로 각각 출연하였다.

## 제작

### 기획
"내 생각에는 누구든지... 누가 웃기고 멋진 영화를 만들 것이라고 말이라도 해봤겠는가? 그런 일은 있을 것 같지 않았다. 그래서, 어떤 일을 하게 되어 기쁘고 가능성이 있다고 생각하는 마블과 같은 회사는 "그래요, 좋네요."라고 말할 것이라고 생각한다. —원작자 댄 애브닛이 2008년에 가디언스 오브 더 갤럭시를 다시 선보이며
마블 스튜디오의 사장 케빈 파이기는 2010년 샌디에이고 코믹콘 인터내셔널에서 "아직 가디언스 오브 더 갤럭시와 같은 확정되지 않은 작품들이 있다. 최근에 만화들이 재미있는 방법으로 다시 만들어지고 있다고 생각한다."고 말했다. '엔터테인먼트 위클리' 2011년 11월호 인터뷰에서 파이기는 ""토르: 천둥의 신"에서도 암시되었지만, 마블 유니버스의 우주 부분에서도 큰 서사시를 할 기회가 있다."고 말했다. 또한 그는 ""엑스맨"이나 "어벤져스"와 같은 여러 캐릭터의 군상극을 갖춘 영화이다."라고 덧붙였다.
2012년 샌디에이고 코믹콘 인터내셔널 마블 스튜디오의 패널에서 파이기는 기획이 진행 중이며, 2014년 8월 1일에 공개 예정임을 공식 발표했다. 그는 스타로드, 드랙스 더 디스트로이어, 가모라, 그루트, 로켓 라쿤이 그려진 컨셉 아트를 공개했다. 또 공개한 컨셉 중 하나는 로켓 라쿤이였으며, 하나는 5명이 모두 모인 완전한 팀이였다. 2012년 8월, 페이턴 리드, 라이언 플렉, 애나 보든 등 다른 후보들을 제치고 제임스 건이 감독으로 결정되어 협상에 들어갔다. "어벤져스"의 감독인 조스 위던은 어벤져스의 속편에 연결되는 모든 영화에서 컨설턴트를 맡는 계약을 체결하고, "가디언즈 오브 갤럭시"에서는 건에 대한 감독 선정에 대해 열심이었다.

#### 각본 집필
2009년 마블의 각본 쓰기 프로그램에 등록되어 있던 니콜 펄먼에게 각본 집필을 위해 원작에서 나오지 않은 정보들이 제공되었다. SF에 관심을 가지고 있었기 때문에 펄먼은 이 중 댄 애브닛과 앤디 래닝의 "가디언스 오브 더 갤럭시"를 꼽았다. 펄먼은 초안 작성에 2년을 보내며, 가디언의 세계에 몸을 담았다. 2011년 후반에 펄먼은 다른 초안 작성을 의뢰 받았기 때문에, 2012년 초에 제임스 건이 각본에 참여하게 되었다. 제임스 건은 각본을 수정하며 마블에 자신의 아이디어를 전달하기 위해 영화 "특공대작전"을 사용했다. 또한 펄먼의 초기 각본과는 달리 촬영에 사용한 각본과 스토리, 캐릭터 설정이 완전히 달랐으며, 워크맨도 존재하지 않았다고 하였다. 그는 "니콜의 각본과는 상당히 다르며, 같은 소재를 다루지 않는다. 하지만 그것이 서부 미국 작가 조합이 일하는 계기이다. 그들은 첫 작가를 좋아한다."고 말했다. 2012년 8월 마블 스튜디오는 펄먼의 각본 재작성을 위해 크리스 매코이가 고용되었지만, 제작 크레딧에 이름을 올리지 않았고 최종 각본 기여도는 불분명하다.

### 사전 제작
2012년 9월 18일, 제임스 건은 자신의 공식 페이스북 페이지에서 감독과 각본 계약을 체결했다고 하였다. 11월, 조엘 에저턴, 잭 휴스턴, 짐 스터지스, 에디 레드메인 등이 피터 퀼 역에 오디션을 보았다고 보도되었다. 12월에는 리 페이스가 오디션을 본 것으로 확인되었다. 이 외에도 "토르: 다크 월드"에도 출연한 재커리 리바이, 조지프 고든레빗, 마이클 로젠바움이 같은 역할 후보에 있다고 보도되었다. 2013년 2월 크리스 프랫이 같은 역할로 정해져, 여러 마블 영화의 계약을 하였다.

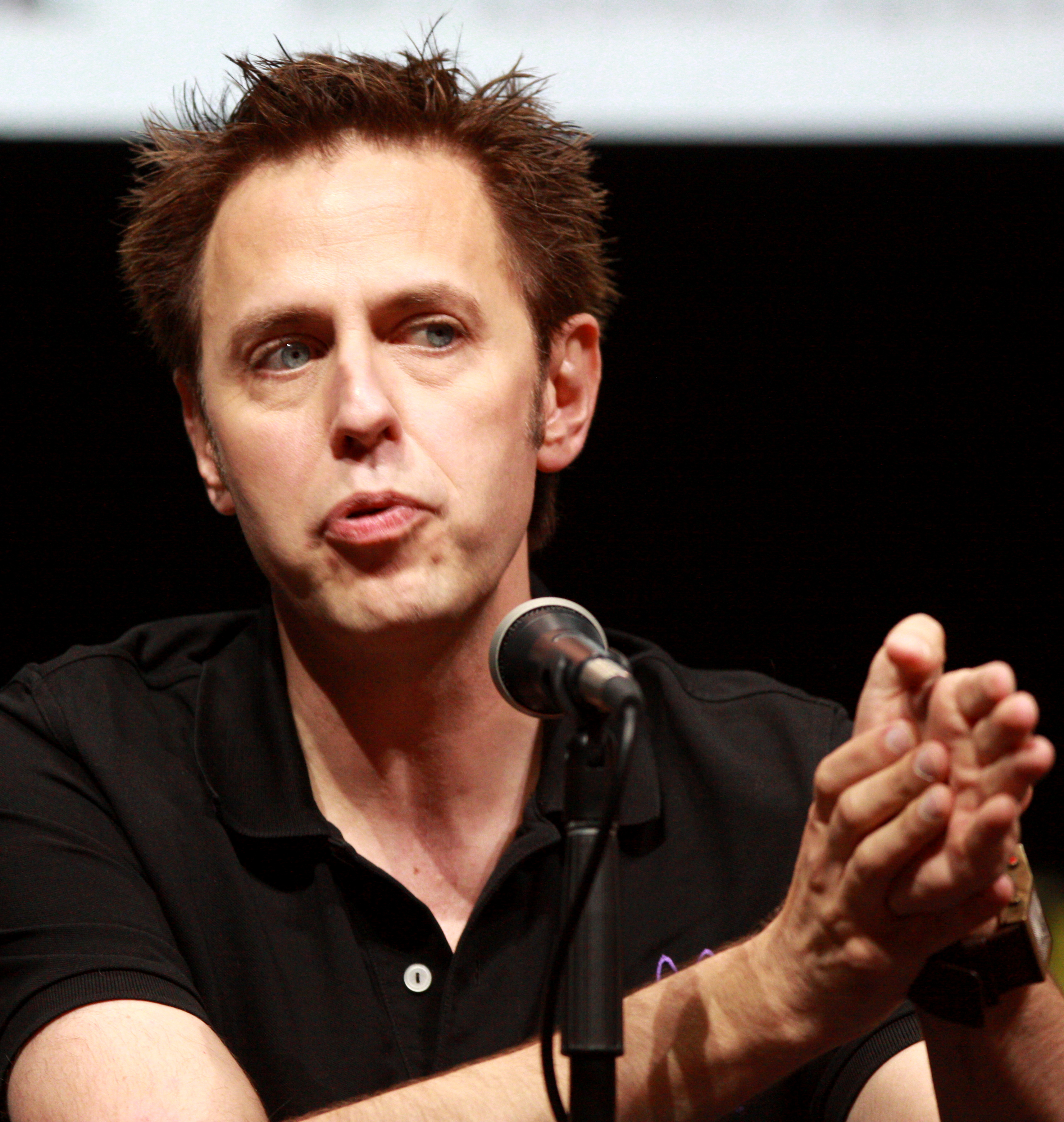
2013년 샌디에이고 코믹콘 인터내셔널에 참석한 제임스 건 감독

2013년 1월, 촬영은 잉글랜드 런던의 셰퍼턴 스튜디오에서 열릴 예정임이 보도되었고, 마블 스튜디오는 3D로 공개할 예정임을 발표하였다. 제작 총지휘를 맡는 빅토리아 알론소는 6월에 촬영이 시작된다고 하였다. 2013년 3월 케빈 파이기는 "가디언즈 오브 갤럭시"와 마블 시네마틱 유니버스의 관련성에 대해 말했다. 파이기는 "이것은 가장 독립적인 영화가 될 것"이라고 말하면서도 "우주를 무대로 하고 있다. 다른 영화에서는 우주의 반대편에 있을 때, 가디언의 캐릭터는 존재하지만, "어벤져스"는 현시점에서는 그 사건에 관여하지 않는다."고 덧붙였다. 또한 파이기는 영화의 95%는 우주가 무대가 될 것이라고 말하였다. 3월 중순, 데이브 바티스타가 드랙스 더 디스트로이어 역으로 출연 계약을 체결했다. 드랙스 역할에는 아이제이아 무스타파, 브라이언 패트릭 웨이드, 제이슨 모모아가 후보로 거론했다. 1주일 후, "스타 워즈"에서 다스 베이더의 마스크를 설계한 조각가 브라이언 뮤어가 참여한다고 보도되었다.
2013년 4월, 가모라 역으로 조 샐다나와의 출연 교섭에 들어갔다. 몇 주 후, 마이클 루커가 욘두 역으로 캐스팅에 합류했으며, 오필리아 로비본드도 캐스팅된 것을 보도했다. 다음 날, 리 페이스가 악역으로 최종 협상 중임을 보도했다. 5월, 마블이 존 C. 라일리를 로만 데이 역으로 제안하고 있음을 보도했다. 또 다른 역 후보에 휴 로리, 앨런 릭먼, 와타나베 켄 등이 거론되고 있었으며 크리스토퍼 마커스와 스티븐 맥필리가 각본을 고치기 위해 교섭중이라고 보도했다. 며칠 후, 글렌 클로스가 노바 군단의 리더 역에 캐스팅됐다. 이어서 캐런 길런이 여성 악역에 정해졌다. 6월, 베니치오 델 토로가 새롭게 캐스팅에 합류했다. 델 토로는 마블 여러 작품에 출연하는 계약을 하였다. 같은 달 말에 라일리가 로만 데이 역에 캐스팅됐다.

### 촬영
촬영은 영국 런던에서 "풀 틸트"(Full Tilt)라는 가제로, 2013년 7월 6일에 시작되었다. 2013년 7월 20일 샌디에이고 코믹콘 인터내셔널에서, 리 페이스가 로난, 캐런 길런이 네뷸러, 베니치오 델 토로가 컬렉터, 자이먼 혼수가 코라스에 캐스팅된 것이 밝혀졌다. 나중에, 글렌 클로스가 노바 프라임을 연기하는 것이 밝혀졌다. 또한 코믹콘에서 케빈 파이기는 타노스가 '마스터마인드'로서 영화의 일부를 담당한다고 하였다. 2013년 8월 11일부터는 런던의 밀레니엄교에서 주로 잔다르 장면의 촬영이 시작되었다. 2013년 8월 30일, 마블은 브래들리 쿠퍼가 로켓 라쿤의 목소리를 맡는 것을 공식적으로 발표했다. 2013년 9월 3일, 건 감독은 촬영이 절반 이상이 완료되었다고 하였다. 같은 달, 빈 디젤이 그루트의 목소리를 맡을 것이라고 발표하였다. 그러나 마블은 이 시점에서 디젤의 관여를 인정하지 않았다. 2013년 10월 12일, 건 감독은 촬영이 완료되었다고 소셜 미디어에서 언급했다.

### 후반 제작
2013년 11월 건 감독은 후반 제작에서 CGI와 모션 캡처를 사용하여 촬영할 때 가능한 한 실물 효과를 사용하였다고 하며, "우리의 세트는 거대하다. 우리는 350,000 파운드의 강철 감옥이 있다. 내가 아는 모든 사람은 내가 실제 효과와 CGI를 혼합하는 걸 좋아하는 것을 알고 있다. (중략) 그것은 놀랍게도 아름답다. 나는 사람들이 그것을 보는 것을 기다릴 수 없다."고 말했다. "토르: 다크 월드"의 개봉 후, 파이기는 인피니티 스톤이 "가디언즈 오브 갤럭시"의 초점이 될 뿐만 아니라 마블 시네마틸 유니버스 페이즈 3에도 이어질 것이라고 하였다. 11월 인터뷰에서 파이기는 알 수 없는 인피니티 스톤이 영화에 등장할 것이라고 말했으며, 나중에 그것은 영화의 컬렉터로부터 '파워 스톤'이라고 밝혀졌다. "토르: 다크 월드" 크레딧에 등장한 로비본드가 연기한 컬렉터의 측근은 나중에 이름이 카리나인 것으로 밝혀졌다. 2013년 12월, 마블은 디젤이 그루트의 목소리를 맡는 것을 발표했다.
몇 주에 걸쳐 추가 촬영은 주요 등장인물의 배우나 스태프와 함께 2014년 3월 캘리포니아주 버뱅크의 월트 디즈니 스튜디오에서 행해졌다. 2014년 4월 건 감독은 타노스를 영화에서 '뱀의 머리'라고 설명하고 퍼포먼스 캡처를 통해 등장할 것이라고 하였다. 2014년 5월 건 감독은 영화가 지금까지 공개된 모든 마블 스튜디오 영화보다 더 많은 캐릭터가 등장하며 "엄청난" 수의 사소한 마블 유니버스의 캐릭터가 등장할 것이라고 하였다. 의상 책임자 댄 그린은 이에 "우리는 정말, 정말로 은하의 규모와 범위의 감각을 느끼고 있다. 우리는 5개의 행성을 만나며 100개의 이종족을 보게된다."고 덧붙였다. 로넌의 용병인 사카란은 바둔의 권리를 20세기 폭스가 소유하고 있었기 때문에 대신 등장하게 되었다.

5월 말에 조시 브롤린이 타노스의 음성을 담당하는 것이 발표되었다. 또한 7월에 파이기가 브롤린이 캐릭터의 퍼포먼스 캡처도 맡을 것이라고 하였다. 타노스는 로넌과 네뷸러 장면에서 홀로그램 통신으로 등장을 많이 차지했다. 브롤린의 캐스팅에 대해 파이기는 
"우리는 그에게 접촉을 시도하였고 그것이 잘 실현되지 않았던 것도 당연했지만, 그는 관심을 가졌다. 그는 우리가 하는 일의 팬이고 그는 런던의 호텔에서 제레미 래첨을 만나 캐릭터에 대해 조금 배웠다. 내가 몇 번이나 전화를 통해 그와 이야기했다. 우리는 좋아서 제임스를 통해 타노스가 '어벤져스'를 위해 이 세계에 있어야 했기 때문에 그 점을 좋아했다고 하여 조스 위던이 수락했다. 그 때, 우리는 그와 함께 녹음했다."
고 말했다. 2014년 6월 파이기는 타노스의 동료들이 미래의 "어벤져스"의 영화로 이어질 것이라고 하였다. 2014년 7월 7일 건 감독은 전체 작업이 완료되었다고 소셜 미디어에 발표하였다. 8월 이후, 엔딩 크레딧 후 장면에 대해 감독은 원래 촬영 때 하워드 덕을 포함하지 않았으며, 후반 작업에 넣었다고 하였다. 이는 "편집자 프레드 래스킨과 (건의) 어떤 콤비네이션" 덕에 결정되었다고 하였다. 이와 같은 결정에 애니메이션화하기 위해서 소니 픽처스 이미지워크스에 넘겨지기 전에 그 날 디자인되었다고 하였다. 또한 8월에 크레딧 전 장면에서 그루트가 춤을 추는 장면에 대해 건 감독 자신이 애니메이터를 위해 스스로 춤을 추어 제공하였다고 하였다. 크레딧 전에 이 장면을 배치한 것은 사전 관객들이 긍정적인 반응을 보였고, "사람들이 가지 않으며 이것을 잊지 않을 것"이라고 감독과 마블이 생각하였기 때문이였다. 마블은 "캡틴 아메리카: 윈터 솔져"에서도 한 번 이용했던 새로프스키 사의 영화의 타이틀 시퀀스 디자인을 사용하였다. 새로프스키가 개발한 글꼴을 파란색이고 회색 장면에서 오렌지색으로 사용했다.

#### 시각 효과
영화의 시각 효과는 2,750번 사용되었으며, 영화의 90%를 차지한다. 이 시각 효과들은 그루트, 모라그, 잔다르, 다크 아스터 호, 잔다르의 최종 싸움을 담당한 무빙 픽처 컴퍼니, 로켓을 담당한 프레임스토어, 타노스를 담당한 루마 픽처스, 오브 파워 개방과 노바 군단 커맨스 센터의 홀로그래픽을 담당한 메소드 스튜디오, 하워드 더 덕과 다크 애스터 호를 담당한 롤라 VFX, 캔티나 크리에이티브, 소니 픽처스 이미지워크스가 참여했다. 그 외에도 CoSA VFX, 시크릿 랩, 라이즈 비주얼 이펙츠 스튜디오, 테크니컬러 VFX가 참여했다. 사전 및 후반 시각 효과 작업은 프루프와 더 서드 플로어가 하였다.

## 음악
2013년 8월, 제임스 건은 자신의 페이스북 페이지에서 타일러 베이츠가 영화 음악을 작곡하는 것을 발표했다. 건 감독은 베이츠가 음악에 맞춰 촬영할 수 있도록 먼저 일부를 작곡할 것이라고 말했다. 2014년 2월 건 감독은 영화에서 퀼의 워크맨의 믹스테이프에서 'Hooked on a Feeling'과 같은 1960년대와 1970년대의 음악이 사용되며 그것은 그가 잃은 고향, 가족, 지구를 연결하는 역할이라고 하였다. 5월에 건은 60년대와 70년대 음악은 "문화의 참고점"이라고 하며, "동시에 사람들에게 쉽게 접근할 수 있는 매우 독특한 무언가를 통해 영화 전체에 걸쳐 균형을 맞춘 것이다. 음악과 지구의 물건은 (퀼이) 지구의 실제 사람이라는 걸 우리에게 상기시켜 주는 기준 중 하나이다. 그가 우주 모험을 하고 있다는 것을 제외한다면."이라고 하였다.
2014년 7월 29일 할리우드 레코드로부터 스코어 음반인 "Guardians of the Galaxy (Original Score)"이 발매되었다. 이 음반에 수록된 노래들은 전부 타일러 베이츠가 작곡하였다. 12곡으로 구성된 퀼의 믹스테이프인 "Guardians of the Galaxy: Awesome Mix Vol. 1 (Original Motion Picture Soundtrack)" 또한 같은 날에 발매되었다. 2014년 8월, 퀼의 믹스테이프 음반인 "Awesome Mix Vol. 1"은 빌보드 200에서 1위를 하였으며, 역사상 처음으로 전곡이 이전 노래로 구성된 사운드트랙이 1위를 한 것이였다. 할리우드 레코드는 또한 "Awesome Mix Vol. 1"의 카세트 버전을 레코드 스토어 데이 독점으로 2014년 11월 28일 발매하였다. 이 카세트는 2003년 디즈니 뮤직 그룹이 발매한 이후로 처음 발매된 것이였다.

## 공개
월드 프리미어는 2014년 7월 21일 할리우드의 돌비 극장에서 열렸다. 영국에서는 2014년 7월 31일, 미국에서는 8월 1일에 3D와 아이맥스 3D를 포함하여 일반 극장에서 개봉되었다. 미국에서 8월 작품으로는 "지.아이.조: 전쟁의 서막" (4,007개 극장)을 웃도는 4,080개 극장에서 개봉되었으며, 아이맥스 354관, 3D 3,200관, 대형 포맷 350관, D-BOX 240관을 차지했다. 공개 후 6주간 최대 69개국에서 상영되었다.

### 마케팅
2012년 6월 마블은 비디오 게임, 화장품 등 다양한 제품을 발매하기 위해 "가디언스 오브 더 갤럭시" 관련 11개의 상표를 신청했다. 디즈니 컨슈머 프로덕츠는 매드 엔진, C-Life, 뉴에라, 해즈브로, 디스가이즈, 루비스, 사이드쇼 컬렉티블스, 레고, KIDdesigns, iHome, 펑코, 프리즈, 패스트 포워드, 이노베이트 디자인스와 상품 계약을 체결하여 2014년 6월부터 공개하기 시작했다. 매드 엔진과 C-Life는 의류, 뉴에라는 모자, 해즈브로는 장난감, 디스가이즈와 루비스는 화장품, 사이드쇼 컬렉티블스는 피규어, 레고는 레고 장난감, iHome은 스피커, 펑코는 인형, 프리즈는 의류, 패스트 포워드와 이노베이트 디자인스는 문구와 가방을 제작하여 판매하고 있다.

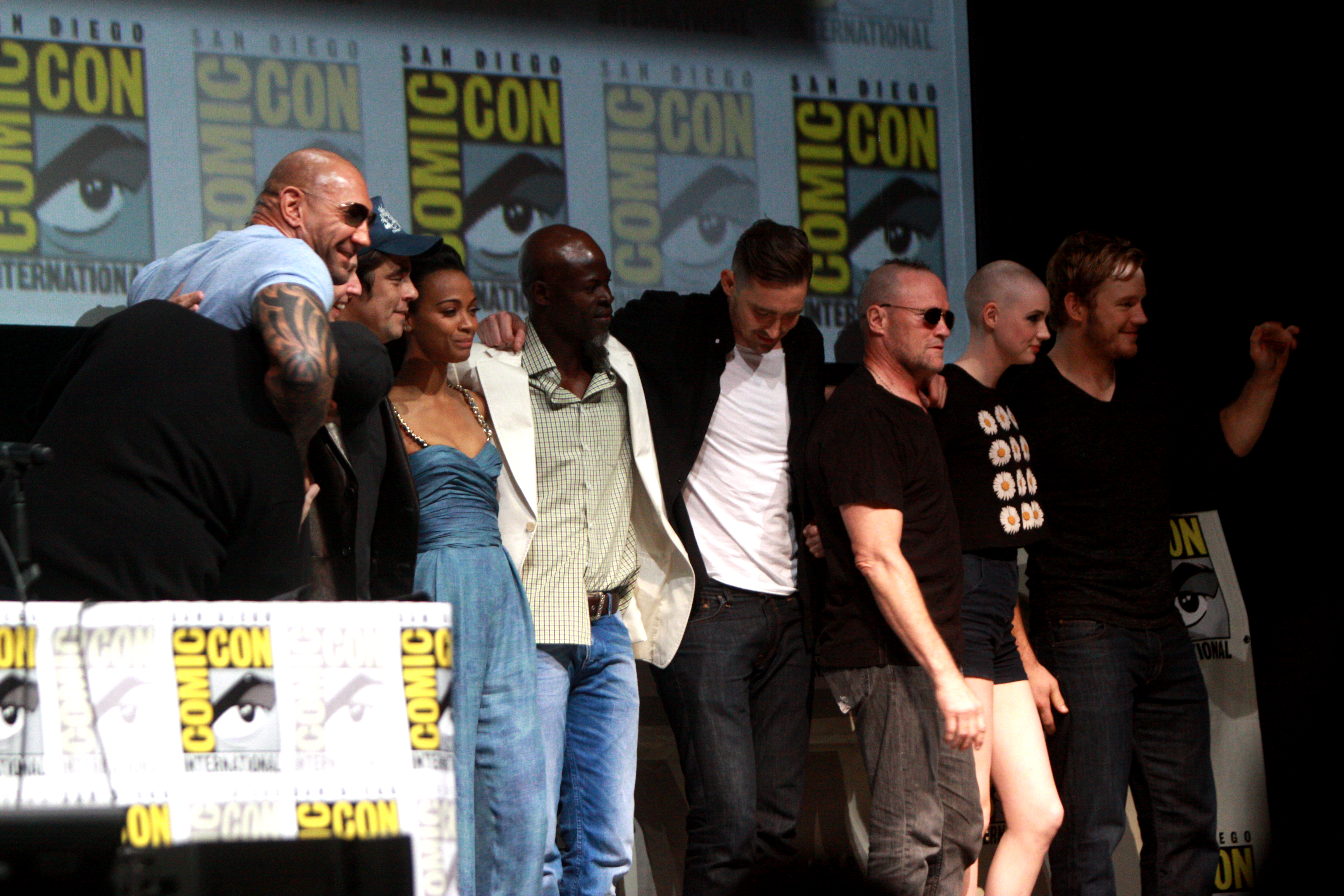
2013년 샌디에이고 코믹콘 인터내셔널에서 출연 배우와 제작진. 왼쪽부터 케빈 파이기, 데이브 바티스타, 제임스 건, 베네치오 델 토로, 조 샐다나, 자이먼 혼수, 리 페이스, 마이클 루커, 크리스 프랫

파이기는 2013년 7월 코믹콘 인터내셔널과 8월 D23 엑스포에서 클립 영상을 공개했다. 첫 번째 예고편은 2014년 2월 18일 "지미 키멀 라이브!"에서 크리스 프랫의 특별 소개 영상과 함께 처음 공개되었다. 로스앤젤레스 타임스는 예고편에서 "순전히 웃긴 순간이 있는 건 말할 것도 없고, 근육쟁이인 나쁜 놈들과 수많은 우주선, 분방한 외계인이 있다."고 했으며, "색다른 많은 캐릭터들"이 주목된다고 하였다. '토털 필름'은 예고편의 시작 부분에서 "레이더스"가 연상된다고 지적하였으며, 예고편은 코믹콘과 D23에서 상영된 클립 영상에서 네뷸러 및 컬렉터 등의 새로운 컷을 더한 것 뿐이라고 지적하였다. 소셜 미디어는 강한 반응을 보였고, 12시간 내에 트위터, 페이스북 등에서 8만 8000건의 언급이 있었다. 이 수치는 "맨 오브 스틸"이나 "어메이징 스파이더맨 2"와 같은 다른 슈퍼히어로 영화에 필적하는 것이었다. 예고편이 공개된 후 24시간 동안 2,280만명이 보았다. 또한, 예고편 공개 후 블루 스위드의 "Hooked on a Feeling"의 매출은 전날보다 700% 상승했다. 예고편에서 세러피너위치가 맡은 캐릭터의 "What a bunch of A-holes"라는 대사는 예고편에만 넣으려고만 했지만, 호의적인 반응에 의해 마무리 편집 단계에서 포함되었다.
2014년 3월, "에이전트 오브 쉴드"의 에피소드 "T.A.H.I.T.I"에서 크리족이 등장하였다. 같은 달에 ABC는 1시간 특별 프로그램 "Marvel Studios: Assembling a Universe"에서 "가디언즈 오브 갤럭시"의 맛보기 영상을 공개했다. 2014년 4월 "Marvel's Guardians of the Galaxy Prelude"라는 제목의 2부로 구성된 만화를 출판하였다. 각본은 댄 애브닛과 앤디 래닝이며, 1권은 타노스의 밑의 네뷸러에 관한 이야기를, 2권은 다른 가디언을 만나기 전의 로켓과 그루트의 모험을 그렸다. 2014년 7월 마블은 입소문 마케팅 캠페인의 일환으로 "갤럭시 게터웨이스"(Galaxy Getaways)라는 가상의 여행 사이트를 개설했다. 이 사이트에서는 영화에 등장하는 잔다르, 모라그, 노웨어 같은 행성을 볼 수 있다. 2014년 7월 4일, 디즈니랜드, 디즈니 할리우드 스튜디오, ABC 사운드 스튜디오의 극장에서 맛보기 영상이 공개되었다. 2014년 7월 7일, 미국의 IMAX 3D와 캐나다의 3D와 IMAX 3D 극장에서 2개의 예고편과 함께 14분의 영상이 상영되었다. 이 영상은 호평을 받았으며, 특히 유머와 3D 및 아이맥스 효과, 쿠퍼에 의한 로켓의 묘사에 대해 찬사를 받았다. 그러나, 관객들이 쉽게 영화의 톤에 적응 할 수 없다고 비판을 받았다.
2014년 7월 12일 건과 배우들은 싱가포르의 리도 8 플레스에서 프로모션을 했다. 2014년 7월 17일, 디즈니 인터랙티브는 액션 RPG "Guardians of the Galaxy: The Universal Weapon"을 iOS, 안드로이드, 윈도우 용으로 공개했다. 게임의 오리지널 스토리는 댄 애브닛이 집필한 것이였으며, 영화를 보완하는 내용이었다. 7월 21일, 프랫, 샐다나, 바티스타, 디젤, 쿠퍼는 프로모션을 위해 "지미 키멀 라이브!"에 출연했다. 7월 29일, 프랫과 샐다나는 마케팅 전략의 일환으로 뉴욕 증권 거래소의 오프닝 벨을 울렸다. 펑코가 발매한 장난감 "댄싱 그루트"(Dancing Groot)에 이어 8월 14일, 마블은 그루트가 춤추는 쿠키 영상을 공개했다. '할리우드 리포터'는 쿠키 영상의 빠른 공개와 펑코의 발매는 2주 뒤의 극장 개봉 후에 캐릭터와 장면의 인기를 보여주는 것이라고 하였다. 마이클 루커는 그루트와 같이 춤추는 것을 의미하는 단어 "grooting"를 만들었으며, 소셜 미디어에서 사용되기 시작하였다. 또한 8월에, 마블은 로스앤젤레스 아동병원 영화 특별 상영회에서 프랫은 스타로드 옷을 입고 환자를 즐겁게 하였다.

### 홈 미디어
2014년 11월 18일 월트 디즈니 스튜디오 홈 엔터테인먼트로부터 디지털 다운로드 서비스가 시작되었다. 11월 24일 영국에 이어 12월 9일 미국에는 DVD, 블루레이, 블루레이 3D가 발매되었다. 디지털과 블루레이에는 비하인드 장면, 단편 영상, 음성 메시지, 삭제 장면, NG 장면, "어벤져스: 에이지 오브 울트론"의 독점 예고 영상이 수록되어 있다. 2015년 7월 15일 기준으로 미국에서는 1억 1,500만 달러의 홈 미디어 수입고를 올렸다.
13개의 CD가 들어있는 마블 시네마틱 유니버스 페이즈 2의 박스 셋트 "Marvel Cinematic Universe: Phase Two Collection"은 2015년 후반기에 발매될 예정이다.

## 반응

### 흥행 수입
"가디언즈 오브 갤럭시"는 북아메리카에서 3억 3,320만 달러, 북아메리카 이외에서 4억 4,100만 달러, 전 세계적으로 합계 7억 7,400만달러의 흥행 수입을 냈다. 이 성적은 마블 시네마틱 유니버스 영화 중에서 "어벤져스"와 "아이언맨 3"에 이어 세번째로 높은 성적이다. 또한, 2014년에 공개된 영화 중 세번째로 높은 성적이며, 슈퍼히어로 영화 중에서는 제일 높은 성적이다. 전 세계 오프닝 성적은 1억 6천 70만 달러이다.
북아메리카
"가디언즈 오브 갤럭시"는 목요일 심야 오프닝 상영에 약 1,120만 달러를 매출을 올려, "캡틴 아메리카: 윈터 솔져"의 1,020만 달러를 제치고 2014년 최대의 성적이 되었다. 또한 이 중 아이맥스 상영은 17% (190만 달러)를 차지했으며, 이는 8월 아이맥스 상영 시사회로는 최고 성적이다. 개봉 첫날에는 2,660만 달러, 목요일 심야를 포함하면 3,780만 달러를 성적을 냈다. 공개 첫 주말 3일간은 9,430만 달러의 벌어, "본 얼티메이텀" (6,930만 달러)을 제치고 8월 작품으로 역대 최고의 오프닝 성적이 되었다. 또한 2014년 공개 작품으로는 "트랜스포머: 사라진 시대" (1억 달러), "캡틴 아메리카: 윈터 솔져" (9,500만 달러)에 이어 3위의 오프닝 성적이었다. 두번째 주말에는 4,150만 달러를 벌어 "닌자터틀" (6,500만 달러)에 밀려 2위를 차지했으며, 세번째 주말에도 2,470만 달러를 벌어 "닌자터틀" (2,840만 달러)에 밀렸다. 네번째 주말에는 1,760만 달러의 매출을 올려 다시 1위를 차지했다. 2위 이하로 하락한 후 다시 1위를 차지한 것은 2014년에 이 작품이 처음이다. 다섯번째 주말에는 1,630만 달러를 벌어 연속 1위를 차지했으며, 또한 노동절을 포함한 4일간의 흥행 수입은 2,220만 달러였다. 또한, 주말 박스오피스에서 3번 1위가 된 작품은 2014년 여름에 처음이었다. 여섯번째 주말에는 1,020만 달러의 매출을 올려 4번째 1위를 차지했다. 4번째 1위를 한 것은 "캡틴 아메리카: 윈터 솔져" 및 "어벤져스"를 제치고 마블 영화 최다이며, 또한 만화 원작 영화로는 "다크 나이트"와 같다. 또한, 10위 안에 10주간 머물렀다. 네번째 주말에 "트랜스포머: 사라진 시대"를 제치고 북아메리카에서 최고로 흥행 영화가 되었다. 또한, 8월 29일까지 "캡틴 아메리카: 윈터 솔져"를 제치고 2014년 개봉 영화 중 최고 흥행 수입이 된 영화가 되었다. 9월 12일에는 2014년 공개 작품으로서 최초로 북아메리카 흥행 수입 3억 달러 이상을 달성했다. 2014년 11월 공개된 "헝거 게임: 모킹제이" 때문에 2015년 1월 21일, 2014년 개봉 영화 중 최고 흥행 수입을 올린 영화 두번째로 밀려났다.
북아메리카 외
"가디언즈 오브 갤럭시"는 42개의 국제 시장에서 개봉 첫 주말 6,700만 달러의 매출을 올렸다. 이 가운데 러시아는 1,300만 달러, 영국은 1,080만 달러, 멕시코과 브라질은 각각 650만 달러, 대한민국은 470만 달러였다. 전세계 박스오피스에서 첫번째주와 두번째주에서 1위를 차지하였다. 중국에서 개봉되었던 11번째 주는 2,980만 달러를 벌어들였다. 이 성적은 디즈니 영화 중 어떤 국가에 대한 개봉 중 "아이언맨 3", "캡틴 아메리카: 윈터 솔져"에 이은 세번째로 높은 성적이다. 12번째 주에 중국에서 2,100만 달러를 벌어 총 69,00만 달러의 매출을 올렸다. 2014년 12월 4일 기준으로 제일 많은 매출을 올린 나라는 중국 (9,650만 달러), 영국 (4,740만 달러), 러시아 (3,750만 달러) 순이다.
대한민국에서는 2014년 7월 31일 공개되어 8월 첫번째 주에 4위로 데뷔하였다. 두번째 주에는 마찬가지로 4위를 하였지만, 누적 관객 100만을 돌파했다. 세번째 주에는 8위로 하락하였다. 영화진흥위원회 통합전산망에 따르면 총 관객 수는 1,311,232명이다. 한편, 이러한 저조한 성적 데뷔의 이유로 CJ E&M이 배급한 "명량"의 독과점 문제가 제기되었다. 8월 5일에 "가디언즈 오브 갤럭시"는 487개관에서 1,955번 상영되었으나, "명량"은 1,506개 관에서 7,776번 상영되었다. 8월 12일경 기준으로는 "명량"이 약 2,500개의 스크린 중 절반을 독점하고 있었으며, "가디언즈 오브 갤럭시"보다 세 배 많이 확보하고 있었다. 또, "가디언즈 오브 갤럭시"의 상영 시간이 심야나 오전 시간대에 몰려있다는 점도 지적되었다.

### 비평가의 반응
"가디언즈 오브 갤럭시"는 일반적으로 높은 평가를 받았다. 로튼 토마토에서는 273건의 비평가의 리뷰 지지율은 91%이며, 평균 점수는 10점 중 7.8점을 기록했다. 이 사이트에서의 총평은 "가디언즈 오브 갤럭시는 괴짜같은 마블 만화의 팬들이 기대하는 같은 것처럼 재미, 스릴, 감동, 시각적인 화려함이 가득하다."이다. 메타크리틱에서 46개의 리뷰에서 가중 평균치는 76/100이 되었다. 시네마스코어에서는 A 점수를 받았으며, 18세 이하와 25세-34세 사용자 사이에서는 A+를 받았다.

'버라이어티'의 스콧 파운더스는 "제임스 건에 의한 추정적인 프랜차이즈의 시작은 너무 길고 지나친 면이 있으며, 사람을 즐겁게 하기 위해 열심이다. 크리스 프랫의 성공적인 연기는 만화적인 톤을 밝게 한다."고 했으며, 영화를 만든 촬영 감독 벤 데이비스와 프로덕션 디자이너 찰스 우드, 시각 효과 메이크업 디자이너 데이비드 화이트를 칭찬했다. '할리우드 리포터'의 저스틴 로도 영화를 칭찬하며 "조화로운 앙상블은 독특한 스타일이 있으며, 풍부한 스릴과 부족하지 않은 유머로부터 영웅 영화를 만드는 시도를 성공시켰다."고 평했다. 드랙스 더 디스트로이어, 가모라, 타노스를 만든 짐 스탈린은 "지금까지의 마블 영화 중 최고일지도 모른다."고 말했다. '콜라이더'의 편집장 스티븐 와인트라우브는 "가디언즈 오브 갤럭시는 마블 유니버스를 장대하게 열었다. 영화는 멋지고 극도로 재밌다. 제임스 건 감독 그는 해냈다."라고 하였으며, 덧붙여서 "누가 말하는 너구리와 나무가 안 먹힐거라고 했습니까? 그들이 나오는 장면들은 내가 가장 좋아하는 장면 중 하나이다."라고 하였다. '슬래시필름'의 저메인 루시어는 "가디언즈는 웅장하고, 우습고, 감동이 있으며 액션도 있다. 이보다 더 좋을 수는 없는 것 같다. 죽여준다."라고 극찬하였다. '더 버지'의 팀 그리어슨은 "이 영화만의 리듬과 톤을 찾기 위해 노력한 것을 볼 수 있다. 캡틴 아메리카보다는 더 감동적이고, 토르보다 더 장엄하고, 아이언맨보다 더 다정하며 어벤져스보다 더욱 즐길거리가 많지만, 가디언즈 오브 갤럭시는 새로운 프랜차이즈의 시작으로는 후속작을 위해 바람직하지 않은 면도 많이 가지고 있다."라고 하였다. 영화 평론가 이동진은 "팀을 이루는 (덜 떨어진 구석이 있는) 다섯 캐릭터가 모두 다 흥미롭게 조각되어 있는데 .. (중략) .. 오월동주처럼 함께 출발하게 된 다섯 멤버들 사이에서 소통이 제대로 되지 않는 상황을 유머의 산뜻한 재료로 활용할 줄 알고, 한번 사용한 모티브는 반복과 변주를 통해 더 큰 웃음을 몰고오게 합니다. 액션 역시 흥미로운 디테일이 많은 편이고, 캐릭터의 외모와 비행정의 외양을 포함한 시각 디자인도 좋습니다. 화려한 CG를 내내 구사하면서도 요소요소에서 70년대 팝 음악들을 자연스럽게 끌어들임으로써 향수어린 기운을 바탕에 깔아낼 줄도 압니다."라고 하면서 별 4개를 주었다. '씨네21'의 윤혜지는 
"우리가 지금 경험할 수 있는 한에서 최고로 현대적이고 아름다운 우주의 비주얼에, 영화 전반에 흐르는 7080 팝음악이 더해져 독특한 분위기가 만들어졌다. 캐릭터들이 내뱉는 자잘한 유머들이 서로 교차하며 완벽한 호흡을 뽐내는 모양이 대단히 유쾌하다. 토르 뺨을 치고도 남을 만한 특급 ‘모지리’들이 B급 감성 충만한 감독을 만나 촌스러운 듯 가슴 벅찬 자기들만의 우주를 성공적으로 완성한 것이다. 취향은 제각각이겠지만 <가디언즈 오브 갤럭시>가 올여름 최고의 팝콘무비라는 데엔 누구도 이견이 없을 것 같다. 참고로, 2D로 한번만 보기엔 아까울 영화다."
고 하였다.
하지만 'AP 통신'의 제이크 코일은 "꽉꽉 채워진 특수 효과 때문에 농담이 많이 지워져있다. 또, 클로스, 라일리, 델 토로가 활용되고 있지 않다고 느꼈다."고 비평했다. '뉴욕 포스트'의 카일 스미스도 "하워드 덕"과 "그린 랜턴: 반지의 선택"과 비교하여 대화, 빌런, 사운드트랙, 서스펜스의 부족, 로켓과 드랙스의 캐릭터를 비판했다.

### 수상 및 후보
영화는 많은 상과 영화제에서 후보로 오르거나 수상하였다. 제87회 아카데미상과 제68회 영국 아카데미 영화상에는 각각 시각효과상과 분장상에 후보로 올랐으나, 수상에는 실패하였다. 크리틱스 초이스 어워드에는 5개 부문에 후보로 올라 2개 부문에서 수상하였으며, 새턴 어워드에서는 9개 부문에 후보로 올라 4개 부문에서 수상하였다.

## 속편

### 가디언즈 오브 갤럭시 VOL. 2
속편인 "가디언즈 오브 갤럭시 VOL. 2"는 제임스 건이 감독과 각본을 맡았으며, 2017년 5월 5일 공개되었다. 프랫, 샐다나, 바티스타, 디젤, 쿠퍼, 루커, 길런, 숀 건 전부 다시 같은 역으로 출연하며, 폼 클레멘티프는 맨티스 역, 엘리자베스 데비키는 아이샤 역, 크리스 설리번은 테이저페이스 역, 커트 러셀은 이고 역으로 출연하였다.

### 가디언즈 오브 갤럭시 VOL. 3
2017년 4월, 제임스 건은 3편인 "가디언즈 오브 갤럭시 VOL. 3"의 감독과 각본을 맡을 것이라고 발표하였다.